# Grana Padano
Grana Padano là một loại pho mát cứng, mịn, gần giống với với phô mát Parmesan và có nguồn gốc từ thung lũng Po ở miền bắc nước Ý. Loại phô mai này có ba thành phần chính bao gồm sữa bò chưa tiệt trùng, rennet, và muối, càng để lâu thì phô mai sẽ vụn hơn, đồng thời hương vị trở nên mặn hơn.

## Lịch sử
Grana Padano được sản xuất lần đầu tiên vào thế kỉ 12, với mục đích được tạo ra để bảo quản lượng sữa dư thừa. Công thức của phô mát này được tạo ra bởi các tu sĩ ở tu viện Chiaravalle, do hương vị và có thể bảo quản trong thời gian lâu dài nên Grana Padano sớm được sản xuất ở hầu như tất cả các thung lũng nước Ý và trở thành một trong những loại phô mai phổ biến nhất ở phía Bắc nước này.

## Giá trị dinh dưỡng
Bảng giá trị dinh dưỡng trong 100 g Grana Padano
| Chất dinh dưỡng chính | Chất dinh dưỡng chính |
| --------------------- | --------------------- |
| Calo                  | 398 Kcal              |
| Đường                 | 0 g                   |
| Protein               | 33 g                  |
| Nước                  | 32 g                  |
| Chất béo              | 29 g                  |
| Khoáng chất           |                       |
| Canxi                 | 1165 mg               |
| Phốt pho              | 692 mg                |
| Kali                  | 120 mg                |
| Magiê                 | 63 mg                 |
| Kẽm                   | 11 mg                 |
| Sắt                   | 140 µg                |
| Đồng                  | 500 µg                |
| Selen                 | 12 µg                 |
| Iốt                   | 35,5 µg               |